# Maserati Biturbo
Maserati Biturbo (Tipo 116) är en sportbil, tillverkad av den italienska biltillverkaren Maserati mellan 1982 och 1994. 
Maserati drabbades hårt av oljekrisen och den allmänna ekonomiska nedgången på 1970-talet. Ägaren Alejandro de Tomaso bestämde därför att företaget skulle sluta bygga stora, dyra Gran turismo-vagnar i några hundratal exemplar om året och att man istället skulle satsa på små sportiga bilar i tvålitersklassen. BMW:s 3-serie var en uppenbar förebild. Den nya bilen använde en vidareutvecklad version av V6-motorn från Merak. Motorn var på två liter, för att passa de italienska straffskatterna på bilar med motorer med stora cylindervolymer. För att ändå få ut höga effekter och prestanda, försågs motorn med dubbla turboaggregat, ett per cylinderbank. Exportbilarna hade större motorer. Tidiga motorer hade tre ventiler per cylinder, två på insugssidan och en på avgassidan, men de uppdaterades senare med fyrventilstoppar.
Biturbon blev en succé för Maserati och man sålde fler än 5 000 exemplar årligen de första åren. Men tyvärr sjönk försäljningssiffrorna när modellen visade sig hålla en tvivelaktig byggkvalitet, särskilt jämfört med sina tyska konkurrenter. Totalt byggdes 38 000 bilar i Biturbo-familjen, inklusive Karif, Shamal och Ghibli II.

## Biturbo
Den första Biturbo-versionen som introducerades i december 1981 var en tvådörrars coupé. Namnet Biturbo försvann i samband med en uppdatering 1988 och bilen efterträddes 1994 av Ghibli II.
Varianter:
| Modell         | Årsmodell | Motor              | Cylindervolym | Effekt | Bränslesystem             | Anm.                        |
| -------------- | --------- | ------------------ | ------------- | ------ | ------------------------- | --------------------------- |
| Biturbo        | 1982-85   | 6-cyl V-motor ohc  | 1995 cm³      | 180 hk | Förgasare, turbo          | Endast Italien              |
| Biturbo E      | 1983-85   | 6-cyl V-motor ohc  | 2491 cm³      | 185 hk | Förgasare, turbo          |                             |
| Biturbo S      | 1983-85   | 6-cyl V-motor ohc  | 1995 cm³      | 205 hk | Förgasare, turbo          | Endast Italien              |
| Biturbo 2.5 S  | 1984-87   | 6-cyl V-motor ohc  | 2491 cm³      | 196 hk | Förgasare, turbo          | Katalysator                 |
| Biturbo        | 1985-87   | 6-cyl V-motor ohc  | 1995 cm³      | 180 hk | Förgasare, turbo          | Endast Italien              |
| Biturbo 2.5 E  | 1985-88   | 6-cyl V-motor ohc  | 2491 cm³      | 185 hk | Förgasare, turbo          | Katalysator                 |
| Biturbo S      | 1985-86   | 6-cyl V-motor ohc  | 1995 cm³      | 210 hk | Förgasare, turbo          | Endast Italien              |
| Biturbo i      | 1986-90   | 6-cyl V-motor ohc  | 1995 cm³      | 185 hk | Bränsleinsprutning, turbo | Endast Italien              |
| Biturbo Si     | 1987-88   | 6-cyl V-motor ohc  | 1995 cm³      | 220 hk | Bränsleinsprutning, turbo | Endast Italien              |
| Biturbo 2.5 Si | 1987-88   | 6-cyl V-motor ohc  | 2491 cm³      | 188 hk | Bränsleinsprutning, turbo | Katalysator                 |
| 2.24V          | 1988-92   | 6-cyl V-motor dohc | 1996 cm³      | 245 hk | Bränsleinsprutning, turbo | Endast Italien              |
| 222 4v         | 1988-91   | 6-cyl V-motor dohc | 2790 cm³      | 279 hk | Bränsleinsprutning, turbo | Katalysator                 |
| 222 E          | 1988-90   | 6-cyl V-motor ohc  | 2790 cm³      | 225 hk | Bränsleinsprutning, turbo | Katalysator                 |
| 222 SE         | 1990-91   | 6-cyl V-motor ohc  | 2790 cm³      | 250 hk | Bränsleinsprutning, turbo |                             |
| 222 SE         | 1990-91   | 6-cyl V-motor ohc  | 2790 cm³      | 225 hk | Bränsleinsprutning, turbo | Katalysator                 |
| 2.24V          | 1991-93   | 6-cyl V-motor dohc | 1996 cm³      | 245 hk | Bränsleinsprutning, turbo | Endast Italien              |
| 2.24V          | 1991-93   | 6-cyl V-motor dohc | 1996 cm³      | 240 hk | Bränsleinsprutning, turbo | Katalysator, endast Italien |
| 222 SR         | 1991-93   | 6-cyl V-motor ohc  | 2790 cm³      | 225 hk | Bränsleinsprutning, turbo | Katalysator                 |

## 420/425/430

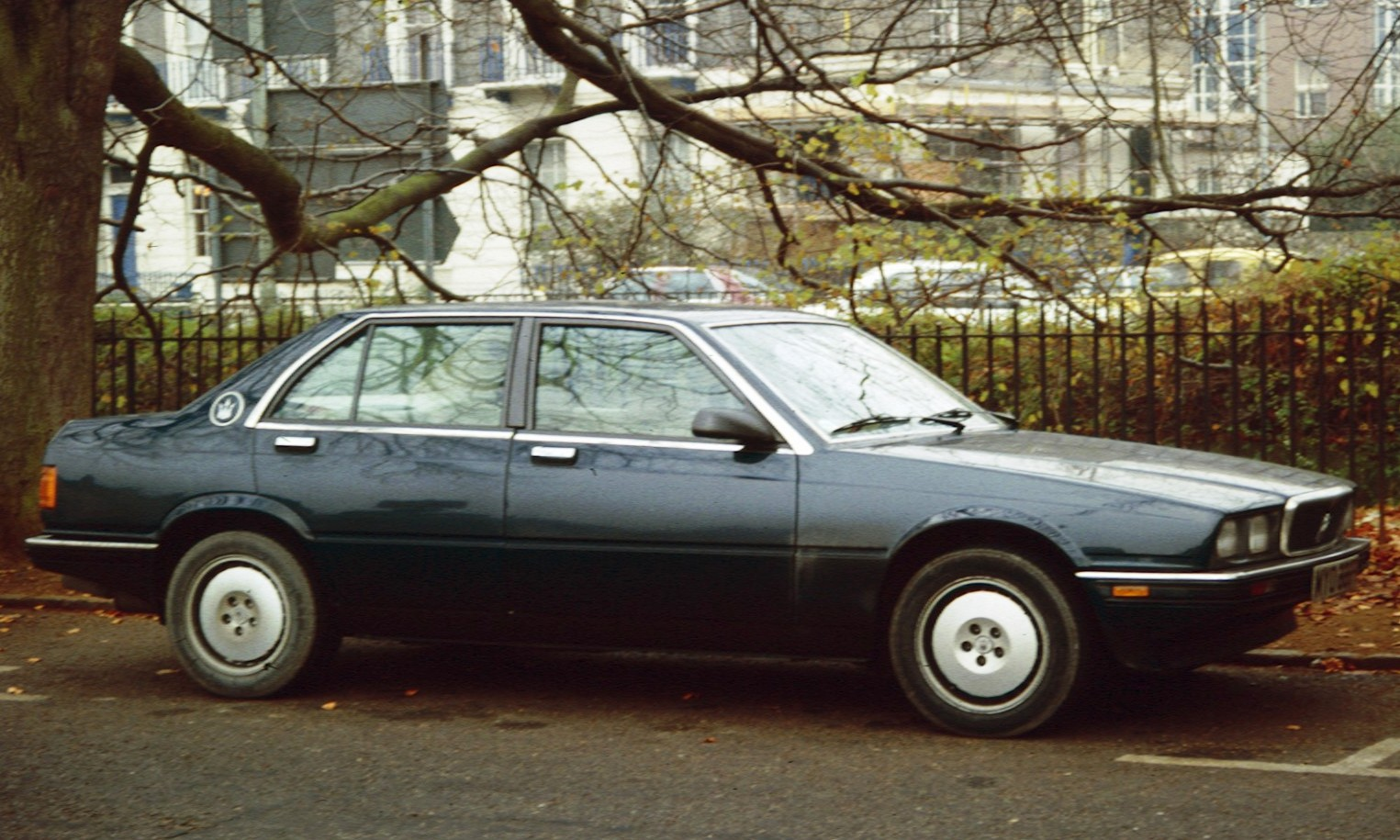

Två år efter introduktionen av Biturbon kom en fyrdörrars familjeversion. Den hade längre hjulbas på 2,6 m. Fyrdörrarsbilarna ersattes 1994 av Maserati Quattroporte IV.
Varianter:
| Modell   | Årsmodell | Motor              | Cylindervolym | Effekt | Bränslesystem             | Anm.           |
| -------- | --------- | ------------------ | ------------- | ------ | ------------------------- | -------------- |
| 425      | 1983-89   | 6-cyl V-motor ohc  | 2491 cm³      | 200 hk | Förgasare, turbo          |                |
| 420      | 1985-88   | 6-cyl V-motor ohc  | 1995 cm³      | 180 hk | Förgasare, turbo          | Endast Italien |
| 420i     | 1986-88   | 6-cyl V-motor ohc  | 1995 cm³      | 190 hk | Bränsleinsprutning, turbo |                |
| 420 S    | 1986-88   | 6-cyl V-motor ohc  | 1995 cm³      | 210 hk | Förgasare, turbo          | Endast Italien |
| 430      | 1987-90   | 6-cyl V-motor ohc  | 2790 cm³      | 225 hk | Bränsleinsprutning, turbo | Katalysator    |
| 425i     | 1987-90   | 6-cyl V-motor ohc  | 2491 cm³      | 188 hk | Bränsleinsprutning, turbo | Katalysator    |
| 422      | 1988-90   | 6-cyl V-motor dohc | 1996 cm³      | 220 hk | Bränsleinsprutning, turbo | Katalysator    |
| 4.18v    | 1990-94   | 6-cyl V-motor ohc  | 1995 cm³      | 220 hk | Bränsleinsprutning, turbo | Katalysator    |
| 4.24v    | 1990-92   | 6-cyl V-motor dohc | 1996 cm³      | 245 hk | Bränsleinsprutning, turbo | Endast Italien |
| 4.24v II | 1991-94   | 6-cyl V-motor dohc | 1996 cm³      | 240 hk | Bränsleinsprutning, turbo | Katalysator    |
| 430 4v   | 1991-94   | 6-cyl V-motor dohc | 2790 cm³      | 279 hk | Bränsleinsprutning, turbo | Katalysator    |

## Spyder

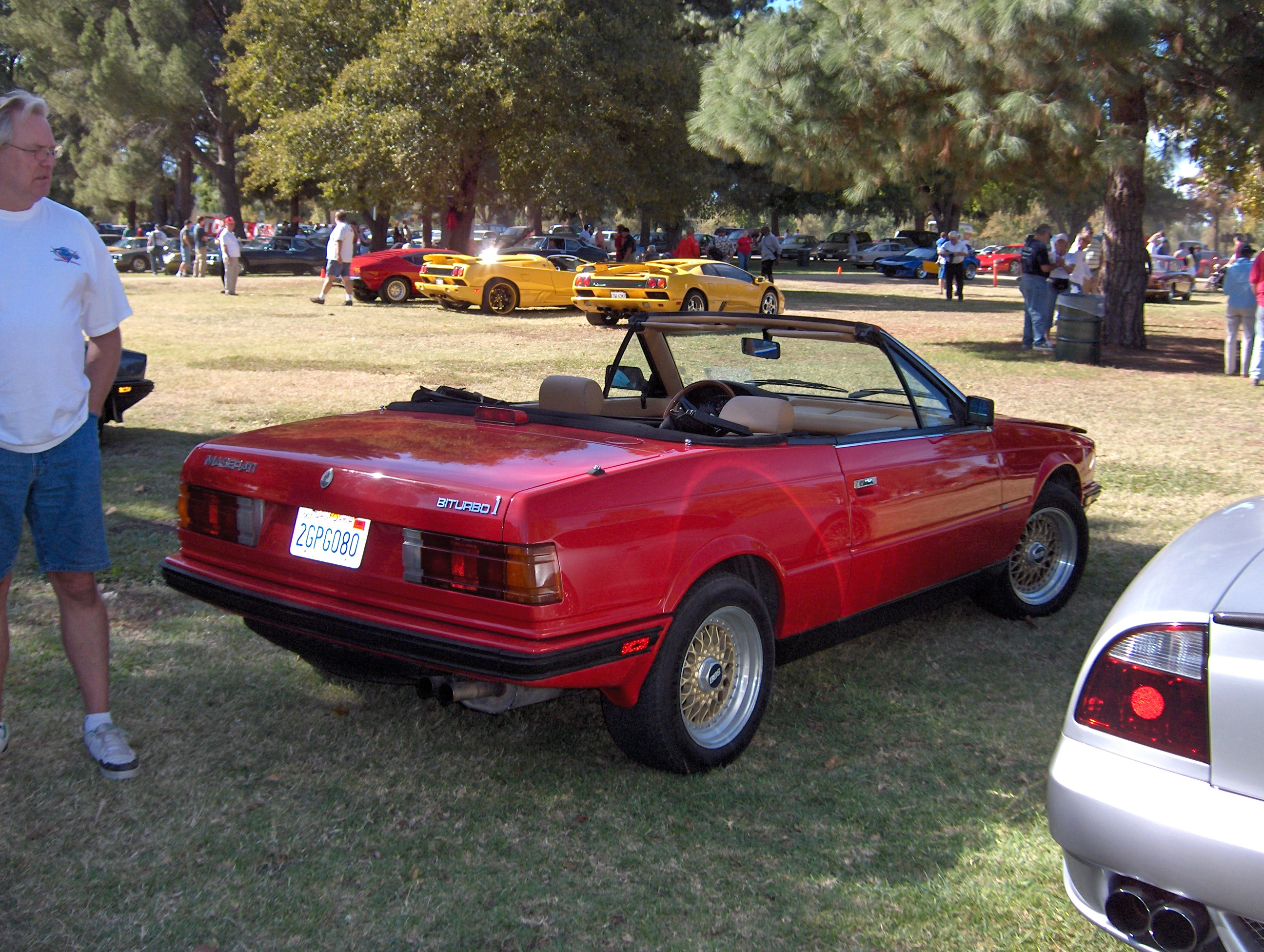

Den öppna Spyder-versionen presenterades på bilsalongen i Turin i november 1984. Karossen ritades av och byggdes hos Zagato i Milano. Spydern har en kortare hjulbas på 2,4 m.
Varianter:
| Modell         | Årsmodell | Motor              | Cylindervolym | Effekt | Bränslesystem             | Anm.                        |
| -------------- | --------- | ------------------ | ------------- | ------ | ------------------------- | --------------------------- |
| Spyder         | 1984-88   | 6-cyl V-motor ohc  | 1995 cm³      | 180 hk | Förgasare                 | Endast Italien              |
| Spyder 2.5     | 1984-88   | 6-cyl V-motor ohc  | 2491 cm³      | 192 hk | Förgasare, turbo          | Katalysator                 |
| Spyder i       | 1986-87   | 6-cyl V-motor dohc | 1996 cm³      | 185 hk | Bränsleinsprutning, turbo |                             |
| Spyder i       | 1987-88   | 6-cyl V-motor dohc | 1996 cm³      | 195 hk | Bränsleinsprutning, turbo |                             |
| Spyder 2.5i    | 1988-89   | 6-cyl V-motor ohc  | 2491 cm³      | 188 hk | Bränsleinsprutning, turbo | Katalysator                 |
| Spyder 2.8i    | 1989-91   | 6-cyl V-motor ohc  | 2790 cm³      | 250 hk | Bränsleinsprutning, turbo |                             |
| Spyder 2.8i    | 1989-91   | 6-cyl V-motor ohc  | 2790 cm³      | 225 hk | Bränsleinsprutning, turbo | Katalysator                 |
| Spyder i       | 1989-91   | 6-cyl V-motor dohc | 1996 cm³      | 220 hk | Bränsleinsprutning, turbo | Katalysator, endast Italien |
| Spyder III     | 1991-94   | 6-cyl V-motor dohc | 1996 cm³      | 245 hk | Bränsleinsprutning, turbo | Endast Italien              |
| Spyder III 2.8 | 1991-94   | 6-cyl V-motor dohc | 2790 cm³      | 225 hk | Bränsleinsprutning, turbo | Katalysator                 |
| Spyder III     | 1991-94   | 6-cyl V-motor dohc | 1996 cm³      | 240 hk | Bränsleinsprutning, turbo | Katalysator, endast Italien |

## 228

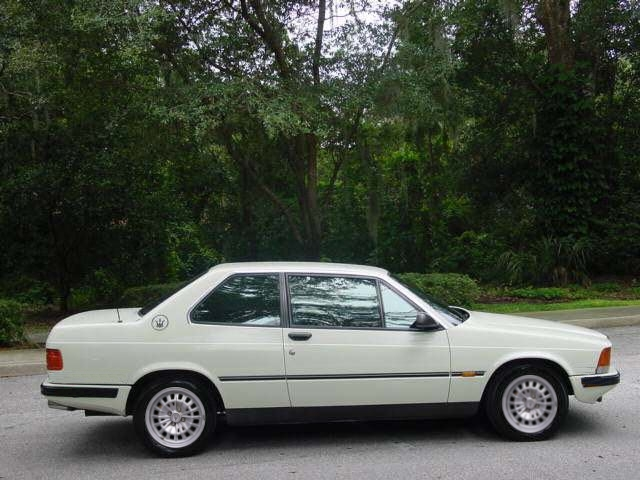

Maserati 228 var en tvådörrars Gran turismo-version på Biturbo-temat, avsedd för samma marknad som föregångarna 3500 GT och Mexico. Den introducerades på bilsalongen i Turin 1986. Bilen byggde på det längre fyrdörrarschassiet och hade en större 2,8-litersversion av biturbomotorn. 228:n byggdes i 469 exemplar fram till 1992.
Varianter:
| Modell | Årsmodell | Motor              | Cylindervolym | Effekt | Bränslesystem             | Anm.                        |
| ------ | --------- | ------------------ | ------------- | ------ | ------------------------- | --------------------------- |
| 228    | 1986-92   | 6-cyl V-motor ohc  | 2790 cm³      | 250 hk | Bränsleinsprutning, turbo |                             |
| 228    | 1986-92   | 6-cyl V-motor ohc  | 2790 cm³      | 225 hk | Bränsleinsprutning, turbo | Katalysator                 |
| 222    | 1988-92   | 6-cyl V-motor dohc | 1996 cm³      | 220 hk | Bränsleinsprutning, turbo | Katalysator, endast Italien |